# Nephrotoma suturalis
Nephrotoma suturalis is een tweevleugelige uit de familie langpootmuggen (Tipulidae). De soort komt voor in het Nearctisch gebied.